# Smyczyk mrówkownik
Smyczyk mrówkownik (Alydus calcaratus) – gatunek owada z rzędu pluskwiaków. Długość ciała 10-12 mm. Larwy podobne są do mrówek, w szczególności do mrówki rudnicy. Występuje pospolicie, głównie na ciepłych, nasłonecznionych stanowiskach. Spotykany również w gniazdach mrówek. 

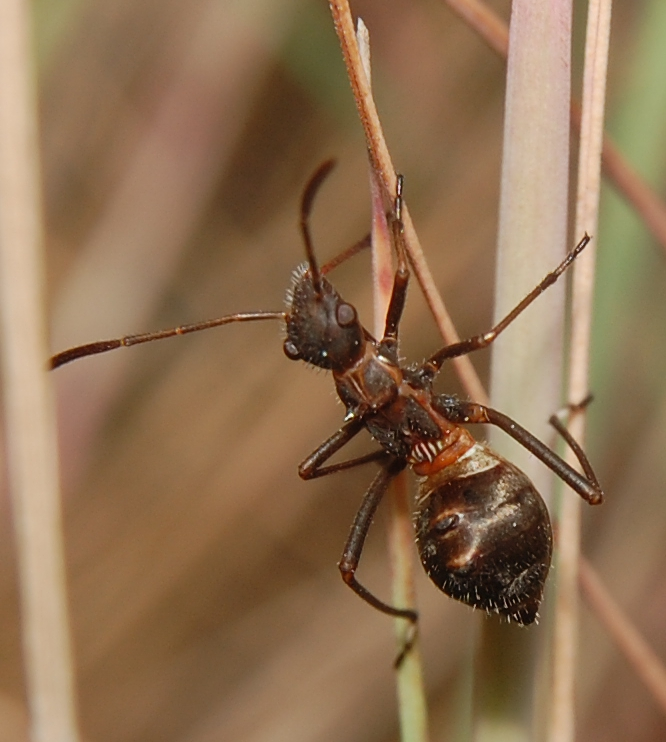
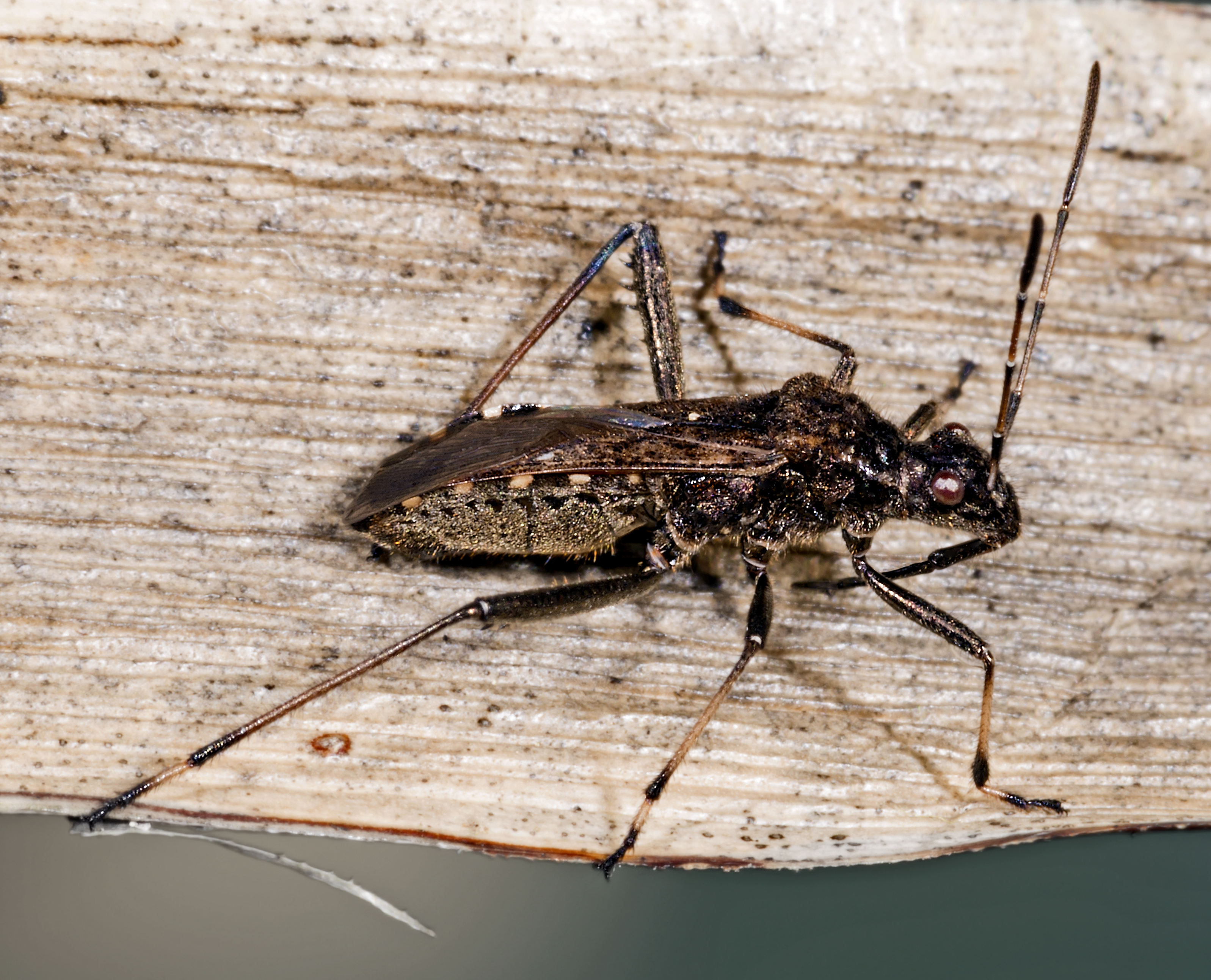
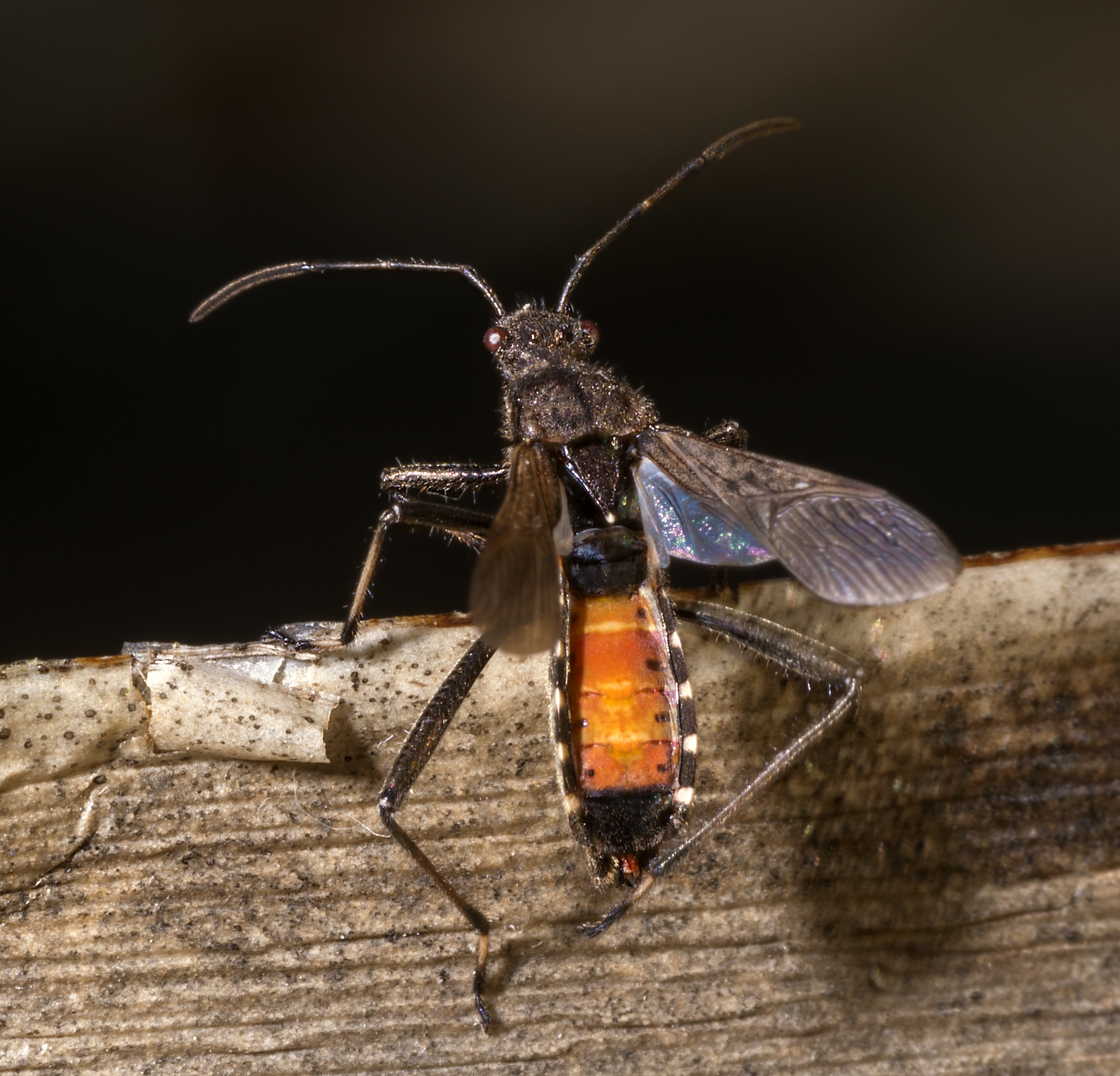